# Maison de Ronsard
Pour les articles homonymes, voir Ronsard.
La maison de Ronsard est un hôtel particulier situé à Tours dans le Vieux-Tours. Le monument fait l’objet d’une inscription au titre des monuments historiques depuis le 18 février 1942.

## Historique
La maison, situé au 1 passage des Jacobins, fut construit en XVIe siècle. Elle aurait appartenu à la famille de Ronsard.